# Marie François Auguste de Caffarelli du Falga
Marie François Auguste de Caffarelli du Falga, francoski general, * 1766, † 1849.
1. ↑  podatkovna baza Léonore — ministère de la Culture.
2. ↑  data.bnf.fr: platforma za odprte podatke — 2011.
3. ↑  Roglo — 1997.